# 95-й истребительный авиационный полк
95-й истребительный авиационный полк (95-й иап) — воинская часть Военно-воздушных сил (ВВС) Вооружённых Сил РККА, принимавшая участие в боевых действиях Великой Отечественной войны.

## Наименования полка
За весь период своего существования полк несколько раз менял своё наименование:
- 95-й скоростной бомбардировочный авиационный полк
- 95-й ближнебомбардировочный авиационный полк
- 95-й бомбардировочный авиационный полк
- 95-й истребительный авиационный полк
- 95-й истребительный авиационный полк ПВО
- 95-й истребительный авиационный полк ВВС Северного флота
- 95-й истребительный авиационный полк ВВС ВМФ
- 95-й истребительный авиационный полк самолётов «Пе-3»
- 95-й истребительный авиационный Краснознамённый полк ВВС Северного флота
- 95-й смешанный авиационный Краснознамённый полк ВВС Северного флота
- 574-й минно-торпедный авиационный Краснознамённый полк ВВС Северного флота
- 574-й минно-торпедный авиационный Краснознамённый полк дальнего действия ВВС Северного флота
- 574-й отдельный минно-торпедный авиационный Краснознамённый полк дальнего действия ВВС Северного флота
- 574-й отдельный морской ракетный авиационный Краснознамённый полк дальнего действия ВВС Северного флота
- 574-й отдельный морской ракетный авиационный ордена Ленина Краснознамённый полк дальнего действия ВВС Северного флота
- 574-й морской ракетный авиационный ордена Ленина Краснознамённый полк дальнего действия ВВС Северного флота
- Войсковая часть Полевая почта 26840

## Создание полка
95-й истребительный авиационный полк переформирован из 95-го бомбардировочного авиационного полка Приказом Командующего ВВС 25 сентября 1941 года в процессе перевооружения полка на самолёты Пе-3бис, создаваемые как тяжёлые истребители дальнего сопровождения.

## Переименование полка
- В начале октября 1941 года полк был передан в состав войск ПВО ТС и получил наименование 95-й истребительный авиационный полк ПВО.
- 95-й истребительный авиационный полк ПВО 1 марта 1942 года Приказом НКО СССР от 01.03.1942 г. передан в состав ВВС Северного флота и получил наименование 95-й истребительный авиационный полк ВВС Северного флота. В боевых документах полк упоминается как 95-й истребительный авиационный полк ВВС ВМФ и 95-й истребительный авиационный полк самолётов «Пе-3».

## В действующей армии
В составе действующей армии:
- с 10 октября 1941 года по 10 марта 1943 года.

## Командиры полка
- полковник Пестов Серафим Александрович[3], 25.09.1941 — 11.1941
- майор, подполковник Жатьков, Анатолий Владимирович[3], 11.1941 — 05.1944

## В составе соединений и объединений
| Период        | Фронт (округ)            | армия                          | корпус                                    | примечание                                                                        |
| ------------- | ------------------------ | ------------------------------ | ----------------------------------------- | --------------------------------------------------------------------------------- |
| 25.09.1941 г. | Западный фронт           | ВВС фронта                     |                                           | Пе-3                                                                              |
| 01.10.1941 г. | Московский военный округ | ВВС округа                     | 6-й истребительный авиационный корпус ПВО | Пе-3                                                                              |
| 01.01.1942 г. | Московский военный округ | Московский корпусной район ПВО | 6-й истребительный авиационный корпус ПВО | Пе-3                                                                              |
| 15.01.1942 г. | Московский военный округ | Московский корпусной район ПВО | 6-й истребительный авиационный корпус ПВО | имел в боевом составе 12 Пе-3 (из них 8 неисправных)                              |
| 30.01.1942 г. | Московский военный округ | Московский корпусной район ПВО | 6-й истребительный авиационный корпус ПВО | в состав полка влились 12 Пе-3 из 208-го иап, подлежавшего переформированию в шап |
| 10.03.1942 г. | Московский военный округ | Московский корпусной район ПВО | 6-й истребительный авиационный корпус ПВО | передан в состав ВВС Северного флота                                              |

## Участие в операциях и битвах
Полк выполнял задачи ПВО Москвы и важных объектов Центрального промышленного района от массированных ударов немецкой авиации. Полк также привлекался к нанесению ударов по наземным целям.
В начале октября шесть экипажей Пе-3 под командованием капитана А. Жатькова вылетела на первое боевое задание в роли истребителей сопровождения. Группа прикрывала на маршруте транспортные Дуглас C-47 английской военной делегации, направлявшейся из Вологды в Москву. Пе-3 отбили три попытки немцев атаковать охраняемые «Дугласы» и без потерь вернулись на свой аэродром.
Полк принимал участие в операциях и битвах:
- Битва за Москву — 30 сентября 1941 года по 20 апреля 1942 года.
- Тульская наступательная операция — 6 декабря 1941 года по 16 декабря 1941 года.
- Калужская наступательная операция — с 17 декабря 1941 года по 5 января 1942 года.
- Клинско-Солнечногорская наступательная операция — 6 декабря 1941 года по 26 декабря 1941 года.

## Первая победа полка в воздушном бою
Первая известная воздушная победа полка в Отечественной войне одержана 3 октября 1941 года старшим лейтенантом Фортововым, сбившем немецкий бомбардировщик Ju-88.

## Первая потеря полка в войне
Первая потеря полка в Отечественной войне состоялась 5 октября 1941 года. Полк потерял первый истребитель — из полёта не вернулся экипаж Фортовова. Обстоятельства его гибели остались неизвестными. Ведомый смог лишь сообщить, что командир заметил одиночный вражеский самолёт и, приказав продолжать барражирование над объектом, в одиночку бросился на перехват.

## Самолёты на вооружении
| Период      | Самолёты |
| ----------- | -------- |
| 1941 — 1943 | Пе-3     |

## Базирование
| Период         | Аэродром                                   |
| -------------- | ------------------------------------------ |
| 09.1941 — 1942 | Инютино (Наро-Фоминск, Московская область) |
| 1942 — 1942    | Чкаловский (Щёлково, Московская область)   |